# Attic Thoughts
Albums de Bo Hansson
Magician's Hat
(1972) Music Inspired by Watership Down
(1977)
Attic Thoughts est le troisième album de l'artiste suédois Bo Hansson, sorti en 1975. Il est paru en Suède sous le titre Mellanväsen.

## Titres
Sauf mention contraire, toutes les compositions sont de Bo Hansson.

### Face 1
1. Attic Thoughts: a) March b) Repose c) Wandering – 5:33
2. Time and Space – 1:39
3. Waiting... (Bo Hansson, Kenny Håkansson) – 7:34
4. Waltz for Interbeings – 3:26

### Face 2
1. Time for Great Achievements – 3:11
2. The Hybrills – 1:24
3. Rabbit Music: a) General Woundwort b) Fiver – 6:30
4. Day and Night – 4:33
5. A Happy Prank – 3:17

### Titre bonus
1. The Crystal Suite: a) Crystals b) Memories of Darkness c) Light Again – 6:21

## Personnel
- Bo Hansson : orgue, synthétiseur, guitares, basse, mellotron, effets
- Rune Carlsson : batterie, congas, cencerro
- Kenny Håkansson : guitare électrique
- Jöran Lagerberg : basse, guitare acoustique
- Rolf Scherrer : guitare acoustique
- Gunnar Bergsten : saxophone
- Tomas Netzler : basse
- Mats Glenngård : violon
- Anders Oredsson : mixage (3)
- Jan Ternald : peinture de la pochette